# 札幌市立星友館中学校
札幌市立星友館中学校（さっぽろしりつ せいゆうかんちゅうがっこう）は、北海道札幌市中央区南3条西7丁目にある公立の夜間中学校。

## 概要
- 本校は、道内では初の公立夜間中学校となる。

## 沿革
出典
- 2017年（平成29年）
  - 2月 - 札幌市議会で北海道に夜間中学をつくる会、自主夜間中学札幌遠友塾の提出した「公立夜間中学のすみやかな設置を求める陳情」が全会派の賛成で採択される。
  - 10月 - 北海道教育委員会が「夜間中学等に関する協議会」を設置し、札幌市も参加。
- 2019年（平成31年・令和元年）
  - 1月 - 第4回協議において、設置主体の議論とは別に、設置場所として「札幌市内に設置」することが適当との意見が集約。
  - 9月 - 札幌市が、2022年4月の開校を目指すことを表明。
- 2020年（令和2年）12月 - 全国初の専属の校長を置く公立夜間中学の設置を表明。開設場所を資生館小学校内とする方針を表明、「札幌市公立夜間中学設置基本計画（案）」を取りまとめる。
- 2021年（令和3年）
  - 3月 - 学校の方針をまとめた「札幌市公立夜間中学設置基本計画」を策定、校名検討委員会を開催し、校名案が札幌市立星友館中学校に決定する。
  - 4月 - 開校準備のため、 教育委員会に夜間中学担当課を設置。
  - 6月 - 札幌市立学校設置条例を改正し、正式に2022年4月の札幌市立星友館中学校の開校が決定。
  - 12月 - 資生館小学校内で、入学対象者向け説明会を2回開催。2022年度（令和4年度）生徒募集開始。
- 2022年（令和4年）
  - 2月 - 校歌「私の物語」（作成:半崎美子、編曲:蔦谷好位置）完成。お披露目会にて紹介された。
  - 4月 - 校章決定。校章デザイン案制作者である丸幸優希氏（当時:開成中等教育学校2年）に感謝状を渡す授与式を開催。開校事務行うため、市立学校教職員の9名が兼務発令。入学予定者に入学決定通知を送付。入学予定者に事前説明会を開催。教職員14名が着任。札幌市立星友館中学校開校。

## その他
- 本校の授業時間は、平日の17時30分から21時10分までとなる。
- 授業料は無く、月500円ほどの負担で済む。

## 学校周辺
- 札幌市立資生館小学校 - 同一建物内
- 他は、札幌市立資生館小学校#周辺を参照。

## アクセス
- 札幌市電山鼻線資生館小学校前停留場から、徒歩1分。
- じょうてつバス「南55」系統で、「資生館小学校前」停留所から、徒歩1分。
- 札幌市営地下鉄南北線すすきの駅より、
  - 徒歩5分。
  - 札幌市電（すすきの停留場）に乗り換え、資生館小学校前停留場下車後、徒歩1分。
- 札幌市営地下鉄南北線・東西線・東豊線大通駅（1番出口）から、徒歩7分。
- なお、学校ホームページには記載無いが、JR北海道函館本線札幌駅からは、上述のじょうてつバス「南55」系統に乗車し、「資生館小学校前」停留所下車。